# حق مردن؟

شما هر روز چیز تازه‌ای می‌آموزید... حتی در روز آخر عمرتان.

کرِیگ اِوِرت، ۲۰۰۶
«حق مردن؟» مستندی است به کارگردانی جان زاریتسکی که در دسامبر ۲۰۰۸ از شبکهٔ  اسکای ریِل لایوز
روی آنتن رفت. همچنین، یک بار دیگر، شبکهٔ پی بی اس در مارس ۲۰۱۰ آن را با نام «گردشگر خودکش» پخش کرد)
مستندی است در رابطه با خودکشی یک استادِ ۵۹ سالهٔ دانشگاه به نام کرِیگ کالبی اِوِرت که به بیماری اسکلروز جانبی آمیوتروفیک مبتلا است. این مستند در شبکه‌های تلویزیونی کانادا و سوئیس و همچنین در جشنواره‌های مختلف بدون هیچ مخالفتی به نمایش درآمد.
اورت که در یورک‌شایر شمالی در کشور انگلیس زندگی می‌کرد، به دلیل آنکه در آن زمان خودکشی کمکی در آنجا غیرقانونی بود و انجامِ آن ۱۴ سال حبس برای فرد کمک کننده در برداشت، به ناچار به سوئیس مهاجرت کرد و با کمک گرفتن از دیگنیتاس (سازمان کمک به خودکش‌ها) به وسیله خودکشی کمکی به زندگی خود در یک آپارتمان اجاره‌ای در زوریخ پایان داد.
این مستند، چهار روزِ آخرِ عمر او را تا پیش از مرگش در تاریخ ۲۶ سپتامبر سال ۲۰۰۶ به تصویر می‌کشد که همسر ۳۷ ساله اش مَری نیز در کنارش بود.  در زمانی او مرد که به سمفونی شمارهٔ ۹ لودویگ فان بتهوون گوش می‌داد. ایوان و کاترینا فرزندانِ اورت به دلیل آنکه وی نگران ناراحت شدن آن دو از صحنه مرگ پدرش بودند، در محل مرگ وی حاضر نشدند.